# Jarosław Kamiński (Filmeditor)
Jarosław Stanisław Kamiński (* 13. November 1960 in Łódź) ist ein polnischer Filmeditor.

## Leben
Jarosław Kamiński studierte bis 1987 an der Fakultät für Elektrotechnik der Technischen Universität Łódź. Im gleichen Jahr begann er sein Filmstudium mit Schwerpunkt in Schnitt an der Film- und Fernsehfakultät der Akademie der Musischen Künste (FAMU) in Prag. 1991 promovierte er dort. Seit 1992 ist Kamiński Lehrbeauftragter an der Staatlichen Hochschule für Film, Fernsehen und Theater Łódź. Von 1996 bis 1999 war er Prodekan der Fakultät.
Kamiński ist Gründungsmitglied des Polnischen Verbandes der Filmeditoren (Polskie Stowarzyszenie Montażystów), als deren Präsident er von 2011 bis 2013 fungierte. Er ist Mitglied der Polnischen Filmakademie (PAF) und der Europäischen Filmakademie (EFA).

## Filmografie (Auswahl)
- 1994: Może to grzech, że się modlę (Dokumentarkurzfilm)
- 1998: List z Argentyny (Dokumentarfilm)
- 1999: Gleisgeflecht (Torowisko)
- 1999: Królowa aniołów
- 2001: Listy miłosne
- 2001: Gulczas, a jak myślisz?
- 2002: Kraj urodzenia (Dokumentarkurzfilm)
- 2002: Yyyreek!!! Kosmiczna nominacja
- 2003: Powiedz to, Gabi
- 2003: Zhoorek
- 2004: Born Dead (Dokumentarfilm)
- 2005: Lawstorant
- 2005: Your Name Is Justine (Masz na imię Justine)
- 2005: Der Duft des Paradieses (The Smell of Paradise, Dokumentarfilm)
- 2006: Chłopiec na galopującym koniu
- 2006: Z odzysku
- 2008: Jeszcze nie wieczór
- 2009: Moja krew
- 2009: Shopping Girls (Galerianki)
- 2009: Bocznica (Dokumentarfilm)
- 2010: Mistyfikacja
- 2010: Cudowne lato
- 2010: Skrzydlate świnie
- 2011: Ich heiße Ki (Ki – Nie polubisz ją)
- 2012: Losing Sonia (Gdzie jest Sonia?, Dokumentarfilm)
- 2012: Jesteś Bogiem
- 2012: Dzień kobiet
- 2012: Pokłosie
- 2013: Ida
- 2014: Jack Strong
- 2017: November
- 2018: Cold War – Der Breitengrad der Liebe (Zimna wojna)
- 2018: 1983 (Fernsehserie)
- 2019: The Other Lamb
- 2020: Quo Vadis, Aida?
- 2020: Der Masseur (Never Gonna Snow Again)
- 2021: Prime Time
- 2021: Zátopek
- 2023: Restore Point
- 2023: Frau aus Freiheit (Kobieta z...)

## Auszeichnungen
- Polnischer Filmpreis – Bester Schnitt
  - 2013: Jesteś Bogiem
  - 2013: Nominierung für Pokłosie
  - 2014: Ida
- Europäischer Filmpreis 2018 in der Kategorie Bester Schnitt für Cold War – Der Breitengrad der Liebe[2]

- Český lev – Bester Schnitt
  - 2022: Zátopek[3]